# Голубов, Георгий Альбертович
Гео́ргий Альбе́ртович Го́лубов (6 декабря 1916, Алёшки — 21 января 1992, Москва) — советский оператор и режиссёр неигрового кино, фронтовой кинооператор в годы Великой Отечественной войны. Заслуженный деятель искусств РСФСР (1988).

## Биография
Родился в селе Алёшки (ныне Цюрупинский район в Херсонской области, Украина) в семье служащих. Вступил в ряды ВЛКСМ в 1931 году. По окончании операторского факультета ВГИКа в 1939 году работал на Минской студии хроникально-документальных фильмов. В 1940—1941 годах участвовал в проектах вновь созданной Литовской студии кинохроники. К моменту начала войны находился в Средней Азии, призван в Красную армию в Алма-Ате в сентябре 1941 года. В звании лейтенанта служил командиром миномётной батареи в распоряжении Военного совета Северо-Кавказского военного округа.
После ранения начале 1943 года переведён в киногруппу Северо-Кавказского, затем Южного фронтов.
С 1944 года работал в киногруппах 4-го Украинского, Западного фронтов. С марта 1944 года — в киногруппах 3-го Белорусского и 1-го Белорусского фронтов.
Из характеристики редактора Отдела фронтовых киногрупп Главкинохроники Всеволода Попова:

В его (Голубова) репортаже мы имеем пока что лучшие человеческие эпизоды и кадры.
…он интеллигентнее, культурнее и тоньше большинства операторов, с которыми мне приходилось встречаться.
— из письма начальнику фронтовой киногруппы 3-го Белорусского фронта А. И. Медведкину от 18 июля 1944 года
Вместе с Николаем Лыткиным и Аркадием Зенякиным был оператором-инструктором группы сержантов-киноавтоматчиков, организованной в январе 1945 года при киногруппе 3-го Белорусского фронта по инициативе Александра Медведкина. Окончил войну в звании капитана.
По окончании войны — оператор, а также режиссёр (с 1975 года) на ЦСДФ. В период 1955—1956 годов провёл в Кишинёве на вновь созданной Молдавской студии хроникально-документальных фильмов. В 1972 году — на «Узбекфильме». Кроме фильмов является автором сюжетов для кинопериодики «Альманах кинопутешествий», «Московская кинохроника», «Новости дня», «Пионерия», «Ровесник», «Сибирь на экране», «Советский патриот», «Советский спорт», «Советское кино», «Союзкиножурнал», «Фитиль», «Хроника наших дней».
Член Союза кинематографистов СССР (Москва) с 1957 года.
На студии проработал до 1989 года. Скончался 21 января 1992 года в Москве.

### Семья
Был трижды женат:
- первая жена — Паулина Соломоновна Голубова (урожд. Файман; 1919—1938), дочь — Наталия Георгиевна Якимова (род. 1938), режиссёр ЦСДФ;
- вторая жена — Лидия Михайловна Фоминых, дочь — Надежда Георгиевна Донская (1942—2019);
- третья жена — Нина Александровна Голубова (урожд. Никольская; 1932—2004), дочь — Маргарита Георгиевна Соболева (род. 1961), в настоящее время проживает в Германии[9].

## Фильмография
Оператор
- 1940 — В Советской Латвии (в соавторстве)
- 1941 — В Советской Литве (совместно с М. Беровым; не выпущен)
- 1943 — Кавказ / Битва за Кавказ (в соавторстве; не выпущен)
- 1943 — Комсомольцы (в соавторстве)
- 1944 — В Восточной Пруссии (фронтовой спецвыпуск № 11)(в соавторстве)
- 1944 — Минск наш (фронтовой спецвыпуск № 2) (в соавторстве; в титрах не указан)
- 1944 — Освобождение Вильнюса (фронтовой спецвыпуск № 4) (в соавторстве)
- 1944 — Освобождение Советской Белоруссии (в соавторстве)
- 1944 — Сражение за Витебск (фронтовой спецвыпуск № 1) (в соавторстве)
- 1945 — XXVIII-ой Октябрь (в соавторстве; в титрах не указан)
- 1945 — Берлин (в соавторстве)
- 1945 — В логове зверя / Восточная Пруссия (фронтовой спецвыпуск № 4) (в соавторстве)
- 1945 — Кёнигсберг / Взятие Кёнигсберга (фронтовой киновыпуск № 6) (в соавторстве)
- 1945 — Освобождение Советской Белоруссии (в соавторстве)
- 1945 — Парад Победы (чёрно-белый вариант; в соавторстве)
- 1946 — XXVIII Октябрь (в соавторстве)
- 1946 — День авиации (в соавторстве)
- 1946 — День танкистов (в соавторстве)
- 1946 — Молодость нашей страны (в соавторстве)
- 1946 — Первое Мая (чёрно-белый вариант; в соавторстве)
- 1946 — Физкультурный парад 1946 г. (в соавторстве)
- 1947 — День победившей страны (в соавторстве)
- 1947 — Первое Мая (цветной вариант; в соавторстве)
- 1948 — 1 Мая (цветной вариант; в соавторстве)
- 1948 — XXXI Октябрь (в соавторстве)
- 1948 — День Воздушного Флота СССР (в соавторстве)
- 1948 — Лов сельди у берегов Исландии
- 1948 — У берегов Исландии
- 1949 — XXXII Октябрь (в соавторстве)
- 1949 — День Военно-Морского Флота СССР (совместно с И. Бессарабовым, А. Греком)
- 1949 — Матч дружбы (в соавторстве)
- 1949 — Мир победит войну (в соавторстве)
- 1949 — Последний путь (Похороны Г. М. Димитрова) (в соавторстве)
- 1950 — Вторая жизнь (в соавторстве)
- 1950 — Москва голорсует (в соавторстве)
- 1951 — Международное соревнование легкоатлетов (в соавторстве)
- 1951 — На водных просторах (совместно с В. Ешуриным, Г. Захаровой, Ю. Коровкиным)
- 1951 — На строительстве Волго-Донского водного пути (совместно с М. Силенко, Б. Оцупом)
- 1951 — Неделя детской книги (в соавторстве)
- 1951 — Первое Мая 1951 г. (в соавторстве)
- 1952 — День воздушного флота СССР (в соавторстве)
- 1952 — На рыбных промыслах страны (в соавторстве)
- 1953 — Великое прощание (в соавторстве; не выпущен)
- 1953 — Международные встречи футболистов СССР — Австрия (в соавторстве)
- 1953 — На водных просторах (в соавторстве)
- 1954 — В передовых леспромхозах (совместно с И. Михеевым)
- 1954 — Народные таланты (в соавторстве)
- 1954 — Праздник на стадионе «Динамо» (совместно с А. Воронцовым, И. Михеевым, Е. Мухиным)
- 1954 — Финские гости в Советской стране (в соавторстве)
- 1956 — Американская разведка теряет своих агентов (совместно с К. Пискарёвым)
- 1956 — Гости Афганистана в Советской стране (совместно с А. Зенякиным, И. Михеевым, Н. Соловьёвым, В. Ходяковым)
- 1956 — Чемпионы спартакиады Советской России (в соавторстве)
- 1957 — Король Афганистана Мохаммед Захир Шах в Советском Союзе (в соавторстве)
- 1957 — На ярмарке в Лейпциге (совместно с П. Опрышко, К. Пискарёвым)
- 1957 — Подготовка к международному геофизическому году в Советском Союзе (в соавторстве)
- 1958 — Новый день техники (в соавторстве)
- 1958 — Чемпионат мира по гимнастике (совместно с А. Хавчиным, А. Греком, Е. Федяевым)
- 1959 — Визит финских гостей (совместно с А. Воронцовым, Г. Епифановым)
- 1959 — Когда у вас выходной (в соавторстве)
- 1959 — Наш спутник, помощник и друг (в соавторстве)
- 1959 — Олег Лундстрем
- 1960 — На приз братьев Знаменских (в соавторстве)
- 1961 — Девочка и солнечный зайчик
- 1961 — Флаг спартакиады
- 1961 — Я и ты (в соавторстве)
- 1962 — Карабановы
- 1962 — Осень надежды
- 1962 — Парламентарии Чехословакии в Советском Союзе (совместно с И. Гутманом)
- 1963 — На Курской дуге
- 1963 — Репортаж из Солигорска
- 1963 — Товарищ такси (совместно с К. Ряшенцевым, А. Савиным)
- 1964 — Живут в нашем городе (в соавторстве)
- 1965 — Они работают в Дубне (в соавторстве)
- 1965 — Я из Ефремова…
- 1966 — С днем рождения, ЗИЛ!
- 1967 — Героям битвы на Волге (совместно с И. Галиным, А. Левитаном, В. Усановым)
- 1967 — Героям Сталинграда (совместно с И. Галиным, А. Левитаном, В. Усановым)
- 1967 — Мы — члены профсоюза (в соавторстве)
- 1967 — Приметы времени (в соавторстве)
- 1967 — Фестиваль джаза
- 1968 — Героям битвы на Волге (в соавторстве)
- 1968 — О жизни буддистов-бурят в СССР (в соавторстве)
- 1970 — Внимание — музыка (в соавторстве)
- 1970 — Евангелисты, христиане-баптисты в СССР (в соавторстве)
- 1970 — По заветам Ленина (в соавторстве)
- 1971 — Дни культуры Монголии в Советском Союзе (совместно с Г. Гукасовым, А. Киселёвым)
- 1971 — Рассказы о коммунистах (совместно с А. Саранцевым)
- 1972 — Государственный банк СССР (совместно с М. Прудниковым, К. Чекировым)
- 1972 — Солнце, море, дороги (совместно с О. Лебедевым, М. Прудниковым)
- 1973 — Визит Премьер-министра Ирана в Советский Союз (совместно с Л. Максимовым)
- 1973 — Книга пришла на завод
- 1973 — Универсиада-73 (совместно с В. Доброницким, Р. Петросовым, С. Кузминским)
- 1974 — Бельгийские социалисты в СССР (совместно с В. Воронцовым, А. Кричевским, Ю. Леонгардтом)
- 1974 — Народная республика Конго (совместно с А. Саранцевым)
- 1975 — Большой праздник книги (совместно с М. Прудниковым)
- 1975 — Дорогами дружбы (в соавторстве)
- 1975 — На земле суздальской (совместно с Н. Соловьёвым)
- 1975 — Праздник братства и дружбы (совместно с В. Цитроном)
- 1976 — Бездомная муза
- 1976 — Президент Республики Филиппины в СССР (совместно с В. Воронцовым, Ю. Егоровым)
- 1976 — Рассказ о социальном обеспечении
- 1977 — СССР — Тунис: дружба (в соавторстве)
- 1978 — Парламентарии Гвинеи-Бисау в СССР (совместно с Е. Аккуратовым)
- 1979 — Юбилей Народной Польши (совместно с Г. Завьяловым)
- 1981 — Парламентарии Дании в СССР (совместно с О. Воиновым)[15]
- 1982 — Заветам Ленина верны (в соавторстве)
- 1982 — Парламентарии Кипра в СССР (совместно с Е. Аккуратовым)
- 1982 — Человек в борьбе с огнём (совместно с С. Кондаковым, И. Запорожским)
- 1983 — Праздник допризывников (в соавторстве)
- 1984 — ДОСААФ — Родине (в соавторстве)
- 1984 — Похороны Андропова (в соавторстве)
- 1984 — Хочу увидеть мир (совместно с А. Зайцевым, В. Никоновым, Л. Сокольниковым)

Режиссёр
- 1948 — У берегов Исландии
- 1967 — Фестиваль джаза
- 1968 — О жизни буддистов — бурят Советского Союза
- 1973 — Книга пришла на завод
- 1975 — Большой праздник книги
- 1976 — Бездомная муза
- 1976 — Рассказ о социальном обеспечении
- 1977 — Дружба — Фройндшафт
- 1979 — Юбилей Народной Польши

## Награды и звания
- медаль «За взятие Кёнигсберга» (1944)[13];
- медаль «За оборону Кавказа» (1944)[13];
- орден Красной Звезды (18 августа 1944)[16];
- медаль «За взятие Берлина» (1945)[13];
- медаль «За победу над Германией в Великой Отечественной войне 1941—1945 гг.» (1945);
- орден Отечественной войны II степени (25 апреля 1945)[17];
- почётная грамота Госкино СССР (1969)[9];
- значок «Отличник кинематографии СССР» (1972)[9];
- медаль «Ветеран труда» (1972)[9];
- орден Отечественной войны I степени (6 апреля 1985)[13];
- орден Дружбы народов (22 августа 1986)[13];
- заслуженный деятель искусств РСФСР (4 мая 1988)[13];
- медали СССР[9].

## Комментарии
1. ↑  О пребывании Голубова в киногруппе Южного фронта свидетельствует редактор Отдела фронтовых киногрупп Главкинохроники Всеволод Попов: «жизнь Голубова за время войны была очень тяжёлой, в группе Южного фронта он оформлялся более года, не имел аппарата, документов, зарплаты, болел, был выбит из колеи, много терпел от жёсткого примитивного отношения к себе случайных мелких начальников. Я всё это наблюдал лично во время командировки на юг осенью прошлого года».
2. ↑  Из воспоминаний А. И. Медведкина об организации обучения сержантского состава: «Мы разбили их на два отряда. Первый воглавил оператор Н. Лыткин. Второй отдали под начало операторов Г. Голубова и А. Зенякина. Учёба велась днём и ночью»[11].
Находившийся в Кёнигсберге корреспондент газеты «Красноармейская правда» Евгений Воробьёв в марте 1945 года записал: «В полуразрушенном особняке, в ближнем тылу, операторы Н. Лыткин и Г. Голубев (которого позже сменил А. Зенякин) вели занятия с новым пополнением кинооператоров. У каждого под началом было по пятнадцать разведчиков»[12].